# ヴェルナー・ホルヴェーク
ヴェルナー・ホルヴェーク（Werner Hollweg, 1936年9月13日 - 2007年1月1日）は、ドイツのテノール歌手。
ゾーリンゲンの生まれ。当初はピアニストを目指していたが、学校の放課後に同級生からナイフで腕を傷つけられ断念。銀行員となったが、指揮者のヴィルヘルム・ブリュックナー＝リュッゲベルクの勧めで1958年から声楽の勉強を始め、フレデリック・フースラー、ギュンター・ヴァイセンボルンやフーベルト・ギーゼンらに学ぶ。1962年にウィーン室内歌劇場でデビューを果たし、1963年から1967年までボン国立劇場、1967年から1969年までゲルゼンキルヒェン、1969年から1972年までライン・ドイツ・オペラのそれぞれで歌った。1980年代からオペラの演出にも挑戦するようになった。アルフレート・シュニトケの《愚者と暮らして》のドイツ初演では愚者役を演じた。1997年からはフライブルク音楽大学で教鞭をとった。
筋萎縮性側索硬化症によりフライブルク・イム・ブライスガウにて没。